# Plaxton Prestige
Plaxton Prestige又稱Northern Counties Prestige，是一款由Plaxton位於英國Wigan的Northern Counties生產的低地台單層巴士。到了during 1990年代後期，Prestige生產線遷往Scarborough。
Prestige車身主要裝於DAF SB220底盤上，但亦有少數裝於富豪B10BLE底盤。大部分DAF車輛由石油氣驅動，氣缸則置於車頂。
Prestige車身起初稱為Paladin LF ，LF 即低地台的意思。